# ریوسوکه تونه
ریوسوکه تونه (انگلیسی: Ryosuke Tone؛ زادهٔ ۲۹ اکتبر ۱۹۹۱) بازیکن فوتبال اهل ژاپن است.
از باشگاه‌هایی که در آن بازی کرده‌است می‌توان به باشگاه فوتبال ناگویا گرامپوس و باشگاه فوتبال توکیو وردی اشاره کرد.